# Gare de Tatabánya
La gare de Tatabánya (en hongrois : Tatabánya vasútállomás) est une halte ferroviaire hongroise, située à Tatabánya.